# 楽浪楊氏
楽浪楊氏（らくろうようし、ナンナンニャンし、朝鮮語: 낙랑양씨）は、前漢の武帝が紀元前108年に朝鮮半島に設置した植民地である楽浪郡で勢力を張った漢人豪族。
楽浪楊氏には、建武六年（30年）、大将軍・楽浪大守を自称していた王調を殺害した楽浪郡の官吏だった楊邑などがいる。楊邑は楽浪郡に土着していた漢人であったが、郡に登用され、郡僚となっていた。したがって、楽浪王氏や楽浪高氏と同様に楽浪楊氏も、314年頃に高句麗が楽浪郡・帯方郡を滅ぼした後、百済に帰属・登用されていた可能性があり、蓋鹵王から東城王時代にかけて百済の官吏として活躍した司馬の楊茂は楽浪楊氏の子孫の可能性がある。